# Erateina undulina
Erateina undulina är en fjärilsart som beskrevs av Otto Staudinger 1894. Erateina undulina ingår i släktet Erateina och familjen mätare. Inga underarter finns listade i Catalogue of Life.